# Mount Fairweather (Antarktika)
Mount Fairweather ist ein 1865 m hoher und markanter Berg in der antarktischen Ross Dependency. Im Königin-Maud-Gebirge ragt er am Kopfende des Somero-Gletschers sowie 6 km nordöstlich des Mount Schevill auf.
Die Südgruppe der New Zealand Geological Survey Antarctic Expedition (1963–1964) benannten ihn nach dem ungewöhnlich guten Wetter, auf das sie bei der Erkundung der Umgebung des Bergs stieß.